# IC 831
IC 831 ist eine elliptische Galaxie vom Hubble-Typ E/S0 im Sternbild Coma Berenices am Nordsternhimmel. Sie ist schätzungsweise 287 Millionen Lichtjahre von der Milchstraße entfernt und hat einen Durchmesser von etwa 60.000 Lichtjahren.

Im selben Himmelsareal befinden sich u. a. die Galaxien NGC 4747, NGC 4787, NGC 4789, IC 832.
Das Objekt wurde am 25. Februar 1892 vom österreichischen Astronomen Rudolf Spitaler entdeckt.